# Pričac
Pričac är en ort i Kroatien.   Den ligger i länet Brod-Posavina, i den östra delen av landet, 150 km sydost om huvudstaden Zagreb. Pričac ligger 89 meter över havet och antalet invånare är 103.
Terrängen runt Pričac är platt norrut, men söderut är den kuperad. Runt Pričac är det ganska tätbefolkat, med 67 invånare per kvadratkilometer. Närmaste större samhälle är Pleternica, 19,8 km nordost om Pričac. I omgivningarna runt Pričac växer i huvudsak lövfällande lövskog.